# فرنسيس داروين
فرنسيس داروين (بالإنجليزية: Francis Darwin)‏ (و. 1848 – 1925 م) هو عالم نبات من المملكة المتحدة لبريطانيا العظمى وأيرلندا، كان عضوًا في الجمعية الملكية (منذ 1882)، والأكاديمية الألمانية للعلوم ليوبولدينا، والأكاديمية الروسية للعلوم، توفي في كامبريج، عن عمر يناهز 77 عاماً.

## التعليم
تعلم في كلية الثالوث، كامبريدج.

## جوائز
حصل على جوائز منها:
- ميدالية داروين (1912)[7]
- زميل في الجمعية الملكية
- زمالة الجمعية اللينيانية اللندنية ‏.